# Patricia van der Kammen
Patricia van der Kammen (ur. 8 kwietnia 1972 w Heerlen) – holenderska polityk, posłanka do Parlamentu Europejskiego VII kadencji.

## Życiorys
Ukończyła na Uniwersytecie w Tilburgu studia z zakresu psychologii i planowania politycznego. Była zatrudniona jako pracownik administracyjny na macierzystej uczelni. W 2011 została radną prowincji Brabancja Północna.
W 2009 bez powodzenia kandydowała w wyborach do Parlamentu Europejskiego z ramienia Partii na Rzecz Wolności. W 2012 objęła mandat, kiedy to zrezygnował z niego Barry Madlener. W PE VII kadencji Patricia van der Kammen pozostała deputowaną niezrzeszoną.